# Atanasie Athonitul
Atanasie Athonitul (în greacă Αθανάσιος ο Αθωνίτης), numit, de asemenea, Atanasie din Trapezunt, (c. 920 – c. 1003) a fost un călugăr bizantin care a fondat comunitatea monahală de pe Muntele Athos, care a devenit în timp cel mai mare centru al monahismului ortodox răsăritean.

## Biografie
S-a născut în orașul Trapezunt în jurul anului 925 și a primit la botez numele Avramie (Avramios). Rămânând orfan de mic, a fost adoptat de două familii importante ale orașului și a urmat studii la o școală renumită din Constantinopol. A devenit apoi profesor la școala unde studiase.
Și-a însoțit maestrul într-o misiune la muntele Athos, cunoscându-l cu acel prilej pe Mihail Maleinos, starețul mănăstirii Chimina din Bitinia, care se afla la Athos împreună cu nepotul său, Nicefor Focas. S-a întors la Constantinopol, împreună cu Mihail Maleinos, și, dezamăgit de viața ușoară din capitala Imperiului Bizantin, a renunțat la cariera de profesor și a devenit monah la Mănăstirea Chimina cu numele de Atanasie. A viețuit timp de patru ani la Mănăstirea Chimina, dar, aflând că Mihail Maleinos dorea să-l numească egumen, s-a mutat în anul 958 la Muntele Athos, unde a devenit ucenicul unui pustnic bătrân.
A devenit cunoscut acolo pentru priceperea sa de cărturar și a fost vizitat la Muntele Athos de multă lume, printre care și de împăratul bizantin Nicefor Focas (963-969), pe care-l cunoscuse în tinerețe. Din cauza numărului mare de credincioși care-l căutau, Atanasie a părăsit chilia sa și s-a mutat într-un loc mai greu accesibil numit Melana, trăind acolo în izolare. Împăratul Nicefor l-a chemat pentru a-l binecuvânta înaintea unei lupte cu sarazinii și l-a îndemnat să înființeze o mănăstire pe muntele Athos, unde să-i adune pe pustnicii care trăiau acolo. Cu sprijinul financiar al împăratului, Atanasie a început în anul 963 să construiască o biserică și a fondat Mănăstirea Marea Lavră, care a înglobat mai multe schituri existente pe Muntele Athos. Împăratul Nicefor i-a promis lui Atanasie că se va călugări el însuși la Marea Lavră, dar circumstanțele politice ale vremii și moartea sa prematură l-au împiedicat să-și țină făgăduiala. În anii următori egumenul Atanasie s-a confruntat cu opoziția considerabilă a unor pustnici athoniți nemulțumiți de construirea mănăstirii și de încercările lui de a stabili o rânduială în viața monahală de pe Muntele Athos.
După moartea împăratului Nicefor Focas, inamicii lui Atanasie au devenit tot mai puternici, iar Atanasie a părăsit pentru o vreme Muntele Athos și a mers în insula Cipru, unde a trăit până când noul împărat Ioan Tzimiskes a hotărât să sprijine construirea unor noi lăcașuri mănăstirești în cadrul Marii Lavre printr-un decret imperial emis în anul 971. Atanasie, stimulat de o viziune divină, s-a întors imediat la Muntele Athos ca egumen (stareț) și a introdus o rânduială riguroasă pentru monahi, inspirată din rânduielile elaborate de sfinții Teodor Studitul și Vasile cel Mare. Numărul monahilor a crescut în perioada următoare, în ciuda vieții mănăstirești aspre.
Egumenul Atanasie a murit în anul 1003 în urma unui accident. Vrând să inspecteze o biserică aflată în construcție, a urcat pe acoperiș, împreună cu alți șase monahi, iar cupola bisericii s-a prăbușit, prinzându-i pe toți sub dărâmături. Călugării care-l însoțeau au murit pe loc, dar egumenul Atanasie a rămas în viață, auzindu-i-se pentru un scurt timp glasul sub zidăria prăbușită. Atunci când s-a reușit îndepărtarea dărâmăturilor, Atanasie a fost găsit mort.
După moartea lui, Atanasie a fost proslăvit ca sfânt, stabilindu-se prăznuirea sa în ziua de 5 iulie.

## Legături externe
- Viața Sfântului Atanasie de la Muntele Athos